# Anna Folkema
Anna Folkema (getauft am 22. Mai 1695 in Amsterdam; begraben am 8. Oktober 1768 in Amsterdam) war eine niederländische Grafikerin, Miniaturmalerin und Zeichnerin.

## Leben und Werk

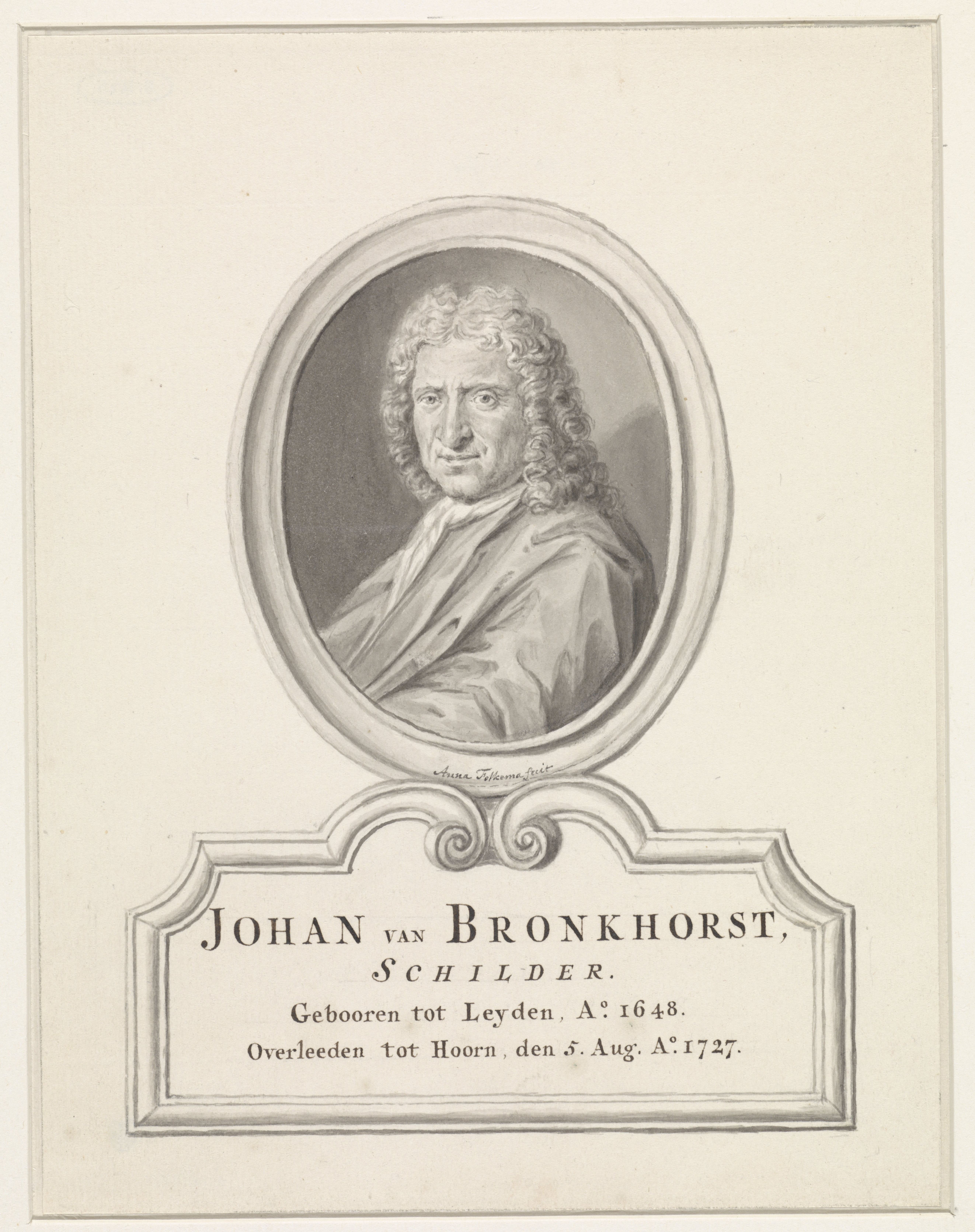
Porträt von Johannes Bronkhorst

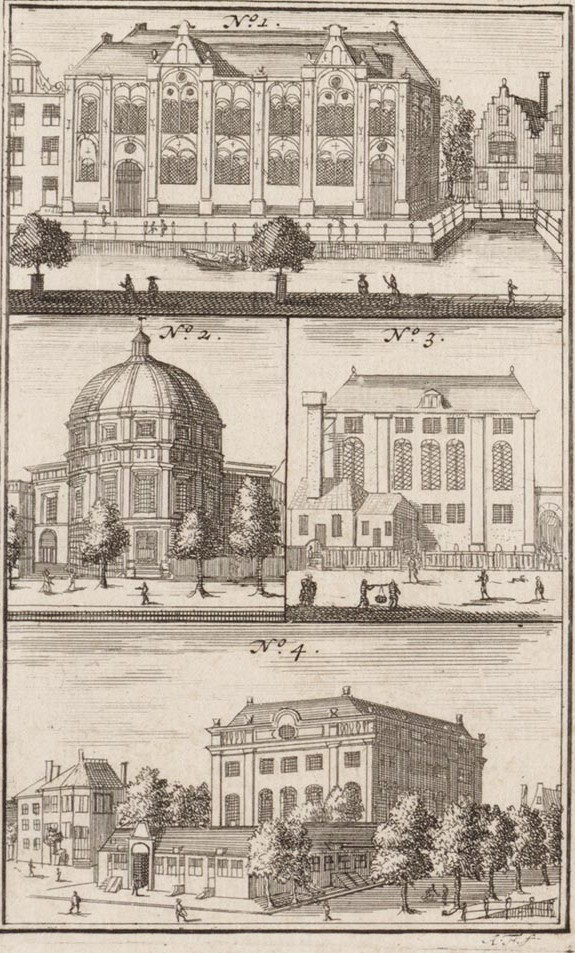
Gravuren zweier Kirchen und zweier Synagogen, 1724

Anna Folkema wurde am 22. Mai 1695 getauft. Sie war die Tochter des Gold- und Silberschmieds und Graveurs Jan Jacobsz Folkema (1649–1735) und seiner zweiten Frau Brechtje Jacobs Faber († 1728) und die Schwester der Graveurin und Radiererin Fopje und des Graveurs Jacob Folkema. Es ist nicht völlig geklärt, ob sie in Dokkum oder Amsterdam geboren und getauft wurde, da die Familie etwa zum Zeitpunkt ihrer Geburt von Dokkum nach Amsterdam gezogen war. So findet sich in einigen Quellen Dokkum, in anderen Amsterdam. Im Amsterdam arbeiteten alle in einer Werkstatt, die Kinder wurden vom Vater ausgebildet. Auch später arbeitete sie mit ihren Geschwistern, vor allem mit ihrem Bruder, weiter zusammen. Cornelis Ploos van Amstel hielt dazu fest: „Jacob Folkema lebte damals mit seiner Schwester, die Miniaturmalerin war, auf dem Westermarkt, wo ich sie beide kannte“.  Anna Folkema blieb unverheiratet.
Zu ihren frühen, bekannten Werken gehören die karikierten Figuren, die sie für Il Callotto resuscitato oder Neu eingerichts Zwerchen Cabinet 1716 ätzte. Zu diesem Werk haben auch weitere Graveure beigetragen, wie ihre Schwester Fopje und vermutlich auch ihr Bruder Jacob. Es folgten 1723 einige Radierungen für die drei Bücher ’s Waerelds koopslot of de Amsteldamse beurs von Roeland van Leuve. Das Titelbild dazu trägt die Unterschrift von Jacob Folkema. In den Büchern finden sich bekannte Amsterdamer Gebäude, die dafür gefertigten Tafeln wurden 1741 erneut für Gebäude, Ansichten und Antiquitäten der Stadt Amsterdam verwendet. Auch reparierte sie beschädigte Kupferplatten einer Reihe biblischer Drucke nach Mattheus Merian über die Dichtmaatige gedachten over honderdvyfenvyftig bybelsche printverbeeldingen von Claas Bruin 1727. Einige davon hat sie komplett neu graviert.
Neben Radierungen und Gravuren fertigte sie auch Miniaturporträts in anderen Techniken wie Gouache, Feder und Bleistift an. Mehrere dieser Porträts wurden von ihrem Bruder gedruckt. Zu diesen Werken zählen die Bilder der Prediger Martinus Snethlage (1739), Jacobus Tyken (1744) und Pieter Schryver (1745). Vermutlich hat sie auch einige Porträts für das „Album Backer“ gezeichnet. Dabei handelt es sich um eine Porträtsammlung der Amsterdamer Patrizierfamilie Backer. Bekannt sind ihre aquarellierten Familienwappen für diese Sammlung und bekannt sind auch einige Porträts ihres Bruders Jacob.
Anna Folkema starb im Jahr 1768, ein Jahr nach ihrem Bruder Jacob. Sie wurde am 8. Oktober 1768 wie zuvor auch schon ihr Vater und ihr Bruder in der Westerkerk beigesetzt. Aus ihrem gemeinsamen Nachlass stammte vermutlich eine Sammlung von „Kupfer-Kunsttellern, Plattenschneidern, Werkzeugen und Raritäten“, die am 12. Dezember 1768 auf einer öffentlichen Auktion zum Verkauf angeboten wurde. Im Katalog werden zwei Teller mit Darstellungen von „Kindern mit Katze“, diese vermutlich nach François Boucher gestaltet, Anna Folkema zugeschrieben. Außerdem befanden sich in der Sammlung mehr als dreißig Miniaturporträts, von denen einige unvollendet waren.